# Dazio
Dazio är en ort och kommun i provinsen Sondrio i regionen Lombardiet i Italien. Kommunen hade 453 invånare (2018).